# Moog (Böblingen)
Die Moog GmbH ist ein weltweit auftretendes Unternehmen im Bereich der hochleistungsfähigen Antriebssysteme, der hochpräzisen Steuerungssysteme und Hydraulik. Moog-Produkte und Systeme finden somit ihre Anwendung in militärischen Systemen, jedoch auch in Systemen der Luft- und Raumfahrt, sowie in vielen industriellen Geräten mit hydromechanischer und elektromechanischer Regelung, beispielsweise Spritzgussanlagen und Metallformungsanlagen.

## Geschichte
Die Moog GmbH wurde 1966 als 100%ige Tochter und erste Auslandsniederlassung der Moog Inc. gegründet. Seit der Gründung entwickelte die Moog GmbH sich kontinuierlich weiter und ist nun mit ca. 500 Mitarbeitern die größte Tochtergesellschaft der weltweit operierenden Muttergesellschaft.
Das 1951 in den USA von Bill Moog erfundene Servoventil wurde zunächst ausschließlich in der Luftfahrt verwendet. Erst ca. 10 Jahre später fand das Servoventil auch in Industrieanlagen Verwendung. Durch die Verwendung des Servoventils wurden viele Massenprodukte vor allem im Bereich der Kunststofftechnik (Blasform- und Spritzgießtechnik) und der Metallformung ermöglicht.
In den 80er Jahren wurden auch Servomotoren und Servoantriebe in die Produktpalette des Unternehmens mit aufgenommen. Diese fanden vor allem in der Robotik und der Handhabungstechnik ihre Anwendung.
In den 90er Jahren vervollständigten Servohydraulik, hydraulische Steuerblöcke und Systeme, hydraulische Pumpen, Servomotoren und Antriebe sowie die Radialkolbenpumpe die Produktpalette.

## Produkte
Die von der Moog GmbH hergestellten Produkte lassen sich in folgende Produktgruppen unterteilen:
- Servoventile und Servoproportionalventile
- Elektrische Servomotoren und Servo-Umrichter (nur Vertrieb von anderen Herstellern)
- Steuerungen
- Aktuatoren
- Radialkolbenpumpen
- hydraulische Steuerblocksysteme
- Cartridge- und Servocartridgeventile

## Märkte
Die Moog GmbH ist auf den folgenden Märkten tätig:
- Gas- und Dampfturbinen
- Metallumformung
- Kunststoffindustrie
- Motorsport
- Antriebstechnik für militärische Anwendungen

Der 2009 von LTI gekaufte Bereich, mit Produkten für Windturbinen (insbesondere deren Blattverstellung), wurde 2018 mangels Rentabilität geschlossen.

## Daten
- Umsatz 2008: 137 Mio. EUR und 539 Beschäftigte
- Umsatz 2009:   93 Mio. EUR und 507 Beschäftigte
- Umsatz 2010: 114 Mio. EUR und 443 Beschäftigte
- Umsatz 2011: 126 Mio. EUR und 469 Beschäftigte
- Umsatz 2012: 131 Mio. EUR und 491 Beschäftigte
- Umsatz 2013: 121 Mio. EUR und 495 Beschäftigte
- Umsatz 2014: 129 Mio. EUR und 505 Beschäftigte
- Umsatz 2015: 133 Mio. EUR und 510 Beschäftigte
- Umsatz 2016: 124 Mio. EUR und 499 Beschäftigte
- Umsatz 2017: 130 Mio. EUR und 508 Beschäftigte
- Umsatz 2018: 126 Mio. EUR und 522 Beschäftigte
- Umsatz 2019: 120 Mio. EUR und 521 Beschäftigte[1]
- Umsatz 2020: 126 Mio. EUR und 579 Beschäftigte[2]
- Umsatz 2021: 131 Mio. EUR und 569 Beschäftigte[2]
- Umsatz 2022: 149 Mio. EUR und 558 Beschäftigte[2]